# Kněževes (Blanskói járás)
Kněževes település Csehországban, a Blanskói járásban. Kněževes Olešnice, Bohuňov, Ústup, Křetín, Prostřední Poříčí, Trpín, Svojanov és Horní Poříčí településekkel határos. Lakosainak száma 171 fő (2024. január 1.).

## Népesség
A település lakosságának változását az alábbi diagram mutatja:
| Lakosok száma | 449  | 419  | 422  | 276  | 235  | 191  | 176  | 166  | 167  | 171  |
|               | 1869 | 1890 | 1921 | 1950 | 1980 | 2001 | 2017 | 2019 | 2022 | 2024 |